# Quercus championii
Quercus championii är en bokväxtart som beskrevs av George Bentham. Quercus championii ingår i släktet ekar, och familjen bokväxter. Inga underarter finns listade.